# Francynne Jacintho
 Francynne Aparecida Jacintho (Maringá, 16 de julho de 1992) é uma voleibolista indoor brasileira que atua na posição de Central, com marca de alcance de 304 cm no ataque e 285 cm no bloqueio, que representou as categorias de Seleção Brasileira conquistando a medalha de ouro no Campeonato Sul-Americano Infantojuvenil de 2008 e na mesma categoria sagrou-se campeã no Mundial de 2009 na Tailândia, também foi ouro no Campeonato Sul-Americano Juvenil de 2010 na Colômbia e medalhista de prata no Mundial Juvenil de 2011 no Peru.Em clubes possui o vice-campeonato no Torneio Internacional Top Volley de 2012 na Suíça, também conquistou o título do Campeonato Sul-Americano de Clubes em 2014, no Brasil, sendo medalhista de bronze nos Mundiais de Clubes em 2014 na Suíça e semifinalista na edição de 2018 na China.

## Carreira
Na adolescência iniciou no voleibol representando as equipes de voleibol do Colégio Erasto Gaetner, Colégio Sion/Nutry e o Colégio Positivo.
No ano de 2008 estreou nas categorias de base da seleção brasileira e participou da conquista da medalha de ouro no Campeonato Sul-Americano Infantojuvenil, sediado em Lima.Em 2009 foi convidada a atuar como ponteira nas categorias de base do Finasa/Osasco conquistando o título do Campeonato Paulista na categoria juvenil e o vice-campeonato na infantojuvenil e juvenil.
Recebeu nova convocação para o selecionado brasileiro por parte do técnico Luizomar de Moura e disputou a edição do Campeonato Mundial Infantojuvenil de 2009, sediado em Nakhon Ratchasima, Tailândia, quando vestiu a camisa #3 e conquistou a medalha de ouro e foi um dos destaques sendo a segunda melhor bloqueadora da competição.
Em 2010 serviu a seleção brasileira de novas na edição da Copa Pan-Americana de 2010, registrando um total de 15 pontos, e vestindo a camisa #2finalizando na oitava posição.
Em 2010 foi convocada pelo técnico Luizomar de Moura para Seleção Brasileira para disputar a edição do Campeonato Sul-Americano Juvenil na cidade colombiana de Envigado, e conquistou a medalha de ouro e foi a melhor bloqueadora do campeonatoe no ano seguinte recebeu convocação para Seleção Brasileira para disputar a edição do Campeonato Mundial Juvenil de 2011, sediado nas cidades peruanas de Lima e Trujillo, vestindo a camisa #2ocasião que conquistou a medalha de prata, finalizando na septuagésima colocação entre as melhores bloqueadoras.
Na edição da Superliga Brasileira A 2009-10 atuou pelo  Macaé Sports.
No período seguinte transferiu-se para o  Usiminas/Minas conquistando o vice-campeonato  do Estadual e conquistou o título da Copa Pré-Superliga Cidade de Patrocínio de 2010e competiu pelo na edição da Superliga Brasileira A 2010-11encerrando na quinta posição.
Nas competições do período de 2011-12 foi contratada pelo EC Pinheiros e disputou a Superliga Brasileira A correspondente, encerrando na nona posição.
Contratada pelo Sesi-SP para temporada 2012-13 conquistou sob o comando do técnico Talmo Oliveira o título da Copa São Paulo em 2012e no mesmo ano o bronze no Campeonato Paulista; e nesta jornada competiu no primeiro torneio internacional do clube, ou seja, a edição do Top Volley de 2012 na Suíça, ocasião que terminou com a medalha de prata; depois alcançou na temporada a quarta posição na correspondente Superliga Brasileira A.
Renovou com na jornada esportiva 2013-14 com o Sesi-SPobtendo o título da Copa São Paulo de 2013 e o vice-campeonato paulista de 2013, sagrando-se vice-campeã na Copa Brasil de 2014 em Maringá, qualificando a equipe para o Campeonato Sul-Americano de Clubes de 2014 e disputou tal competição sediada em Osasco conquistando mais um título e na sequencia disputou o Campeonato Mundial de Clubes de 2014 sediado na Zuriquee foi semifinalista nesta edição, conquistando a medalha de bronze; e avançou as finais da Superliga Brasileira A 2013-14 obtendo vice-campeonato.
Retornou para o  EC Pinheiros, apresentada como reforço para o período esportivo 2014-15e disputou a Copa São Paulo de 2014conquistou o título da Copa São Paulo de 2014e foi campeã de forma invicta da Copa Brasil de 2015 em Cuiabá e disputou a Superliga Brasileira A 2014-15 finalizando na sexta colocação.
Ainda em 2015 representou o país em sua segunda edição de Universíada de Verão, desta vez em Gwangju, Coreia do Sul, vestiu a camisa #13, e ao final conquistou o quarto lugar na competição.
Foi contratada para reforçar o Rio do Sul/Equibrasil na temporada 2015-16e sagrou-se campeã Catarinense de 2015e campeã dos Jogos Abertos de Santa Catarina, realizado em Joaçaba .Pela Copa Brasil de 2016 encerrou na sétima colocação e classificou para as quartas de final da Superliga Brasileira A 2015-16.
Em 2016 foi convocada para seleção de novas para disputar o Montreux Volley Masters, terminando na quinta posição.
Em mais um retorno a um clube em sua carreira, desta vez foi para o Camponesa/Minas, disputando a temporada 2016-17obtendo o título da Superliga Metropolitana de 2016 em Buenos Aires ]]e o vice-campeonato na edição da Copa Brasil de 2017 em Campinas e ao final da correspondente Superliga Brasileira A terminou na quarta posição .
Nas competições de 2017-18 foi contratada pelo  Hinodê/ Barueri do técnico José Roberto Guimarães sagrando-se vice-campeã do Campeonato Paulista de 2017, conquistou o vice-campeonato da Copa São Paulo de 2017e terminou na quinta colocação na Superliga Brasileira A 2017-18.
Na temporada de 2018 recebeu convocação para seleção brasileira (B) para disputar a edição da Copa Pan-Americana realizada em Santo Domingo e terminou na quarta posição .
Foi contratada pelo Dentil/Praia Clubee por este foi vice-campeã da edição do Campeonato Mineiro de 2018, sendo que na sequência conquistou o título da Supercopa Brasileira de 2018mais tarde disputou a semifinal na edição do Campeonato Mundial de Clubes de 2018, realizada em Shaoxing , terminando na quarta colocação.

## Títulos e resultados
- Universíada de Verão:2015[46]
- Copa Pan-Americana:2018[63]
- Campeonato Mundial de Clubes:2018[68]
- Supeliga Metropolitana Argentina de Voleibol:2016[55]
- Superliga Brasileira A:2013-14[39]e 2018-19
- Superliga Brasileira A:2012-13[31] e 2016-17[57]
- Supercopa Brasileira de Voleibol:2018[66]
- Copa Brasil:2014[35] e 2015[43]
- Copa Brasil:2017[56]e 2019
- Campeonato Mineiro: 2010[22] e 2018[65]
- Campeonato Catarinense:2015[49]
- Campeonato Paulista: 2013[34] e 2017[59]
- Campeonato Paulista:2012[29]
- Copa São Paulo:2012[28], 2013[33], 2014[42] e
- Copa São Paulo:2017[60]
- Jasc:2015[51]
- Copa Pré-Superliga Cidade de Patrocínio:2010[22]
- Campeonato Paulista Juvenil:2009[6]
- Campeonato Paulista Infantojuvenil:2009[6]

## Premiações individuais
- Melhor Bloqueadora do Campeonato Sul-Americano Juvenil de 2010[17]
- 2ª Melhor Bloqueadora do Campeonato Mundial Infantojuvenil de 2009[6]